# 黧蒴锥
黧蒴锥（学名：Castanopsis fissa）为壳斗科锥属下的一个种。

## 扩展阅读
- 維基物種上的相關：黧蒴锥